# オクラホマ州議会元老院
オクラホマ州議会元老院（英語:The Oklahoma Senate）は、アメリカ合衆国オクラホマ州の州議会である、オクラホマ州議会の上院であり、もう1院はオクラホマ州議会代議院である。上院議員の総数は、オクラホマ州憲法により48人と定められている。
上院議員は知事の任命を承認または拒否し、州法および州予算の策定にも貢献する。また、10年ごとにオクラホマ州の選挙区の境界線を新たに定める作業にも携わる。さらに、州上院は弾劾裁判所としての役割も担っている。
上院議長はオクラホマ州副知事である。1960年代以降、上院議長は日常業務を統括している。それ以前は、上院議長が委員会や委員会メンバーを任命するなど、上院において主導的な役割を果たしていた。上院議長は、投票結果が同数となった場合にのみ投票することができ、同数を作るための投票はできない。

## 歴史

### 草創期
1907年の州憲法により、州上院が州下院とともに設立された。1910年までガスリーで会議が開かれた。州憲法の住民投票およびイニシアチブに関する条項を起草したヘンリー・S・ジョンストンが、初代上院仮議長を務めた。
1918年にオクラホマ州の女性が参政権を獲得した後、州上院は初の女性上院議員を迎えた。ラマー・ルーニーは1920年に、現職の男性議員G.L.ウィルソンを破って当選した。ルーニーは進歩的な民主党員で、1921年から1929年まで議員を務めた。

### 1960年代~1980年代
1962年のベイカー対カー事件における合衆国最高裁判所の「一人一票」判決により、オクラホマ州に選挙区の人口を均等化するよう命じる判決が下された。この判決が下される前、オクラホマ州には人口の多い郡または人口の少ない複数の郡を代表する48の上院議員選挙区があったが、人口が均等の選挙区は設けられていなかった。
1964年以降、レイノルズ対シムズ事件の判決により、各選挙区は、米国国勢調査による州人口統計を48の選挙区で割った平均から5%以内の誤差で割り当てられなければならない。
これにより、一部の選挙区が他の選挙区よりも若干小さくなったり、大きくなったりすることがある。州上院は、州下院と知事の承認を得ることを条件に、独自の選挙区境界線地図を作成している。再編成が適時に実施されない場合は、5人の州選出公職者で構成される委員会が境界線を決定する。
1966年、有権者は90日間の立法会議を承認し、1968年には立法報酬委員会の設置を投票で決定した。
1989年にはヘンリー・ベルモン知事が主導したイニシアティブにより、5月の最終金曜日の午後5時までに議会を終了することがさらに義務付けられた。

### 2006年
2006年11月7日の選挙の結果、2大政党である共和党と民主党の議席数が24対24で並ぶという前代未聞の事態となった。共和党は2議席増やしたものの、ナンシー・ライリーが共和党から民主党に党員登録を変更したことにより、7月には1議席を失っていた。民主党は上院議長も務める副知事の議席を確保しており、上院で同数となった場合の決定票を握っていた。
その結果、2007年と2008年の議会では、議長職を各党から1名ずつ、計2名の共同仮議長に分割するという権限の共有合意が成立した。公式には、民主党議員が23か月間、共和党議員が1か月間、議長職を務めたことになる。非公式には、両院議長の承認を得て決定がなされた。
2008年の選挙で共和党が2議席を追加獲得し、州上院を州史上初めて支配することになった。共和党は26対22で多数派となり、両党間の権力分担体制は解消された。

### 2011年~現在
2011年の第53議会以来、共和党は上院の議席の過半数を占めている。同党の支配力は、2016年の選挙後の第56議会でピークに達し、上院は42対6で分かれた。第57および第58議会では、上院は39対9となった。

## 権限及び立法プロセス

### 会期
上院は、2月初旬から5月の最終金曜日まで、オクラホマシティのオクラホマ州会議事堂東棟で議事を開いている。特別会は、州知事、または州議会の過半数以上の賛成投票により招集される。下院議員とは異なり、州上院議員は法案や決議案の提出に制限はない。

### 助言と同意
州上院は、知事の閣僚全員を含む知事の多数の任命について助言し、同意する。指名については、指名委員会ではなく、それぞれの常任委員会で審議される。

### 選挙区再編成
当初、州憲法では上院選挙区をオクラホマ州の郡に基づいて設定していた。最新の連邦政府による国勢調査で人口が最も多いとされた19の郡はそれぞれ1人の上院議員を選出することになっていた。人口の少ない58の郡は2郡ずつ29の選挙区にまとめられ、各選挙区から1人の上院議員を選出することになっていた。
上院議員の割り当てにあたっては、州憲法は、人口、コンパクトさ、面積、政治単位、歴史的先例、経済的・政治的利害、隣接地域、その他の主要な要因を考慮するよう、可能な限り求めている。
1964年、連邦最高裁判所は、この方法は人口が極端に異なる地区を生み出すことになり、連邦憲法に違反するとの判決を下した。
州議会議員は、現在も使用されている新しい方法を導入した。州下院は、最新の連邦10年国勢調査から90日以内に新しい選挙区割りを作成しなければならない。
判例に基づき、選挙区は、米国国勢調査の人口を1001の選挙区で割った平均的な目標規模の選挙区から5パーセント以内のマージンで配分されなければならない。このため、特定の選挙区が他の選挙区より若干小さかったり大きかったりすることがある。州下院は独自の選挙区割図を作成し、州上院と州知事の承認を受ける。選挙区割りが法律で定められた期限内に行われない場合は、州選出の5人の議員からなる委員会が選挙区割りを決定する。

### 弾劾裁判所
州上院は、立法機関と裁判所という 2 つの役割を担っている。弾劾裁判所として、独立した裁判所である。弾劾の告発は州下院によって行われるが、オクラホマ州最高裁長官が議長を務める弾劾裁判所によって審理される。最高裁長官またはオクラホマ州最高裁の判事が弾劾の告発を受けた場合、州上院議員が弾劾裁判所の議長を務めることができる。
弾劾は、職務上の故意の怠慢、職権濫用、常習的酩酊、無能、または在任中の道徳的腐敗を伴う犯罪を理由に、知事、他の州全体の選挙で選出された州政府高官、およびオクラホマ州最高裁判事に対してのみ提起することができる。
弾劾された高官は、職務遂行を直ちに停止される。弾劾が失敗した場合は、高官は職務に復帰する。弾劾が成功し、被告が有罪判決を受けた場合は、高官は罷免される。

## 現在の構成

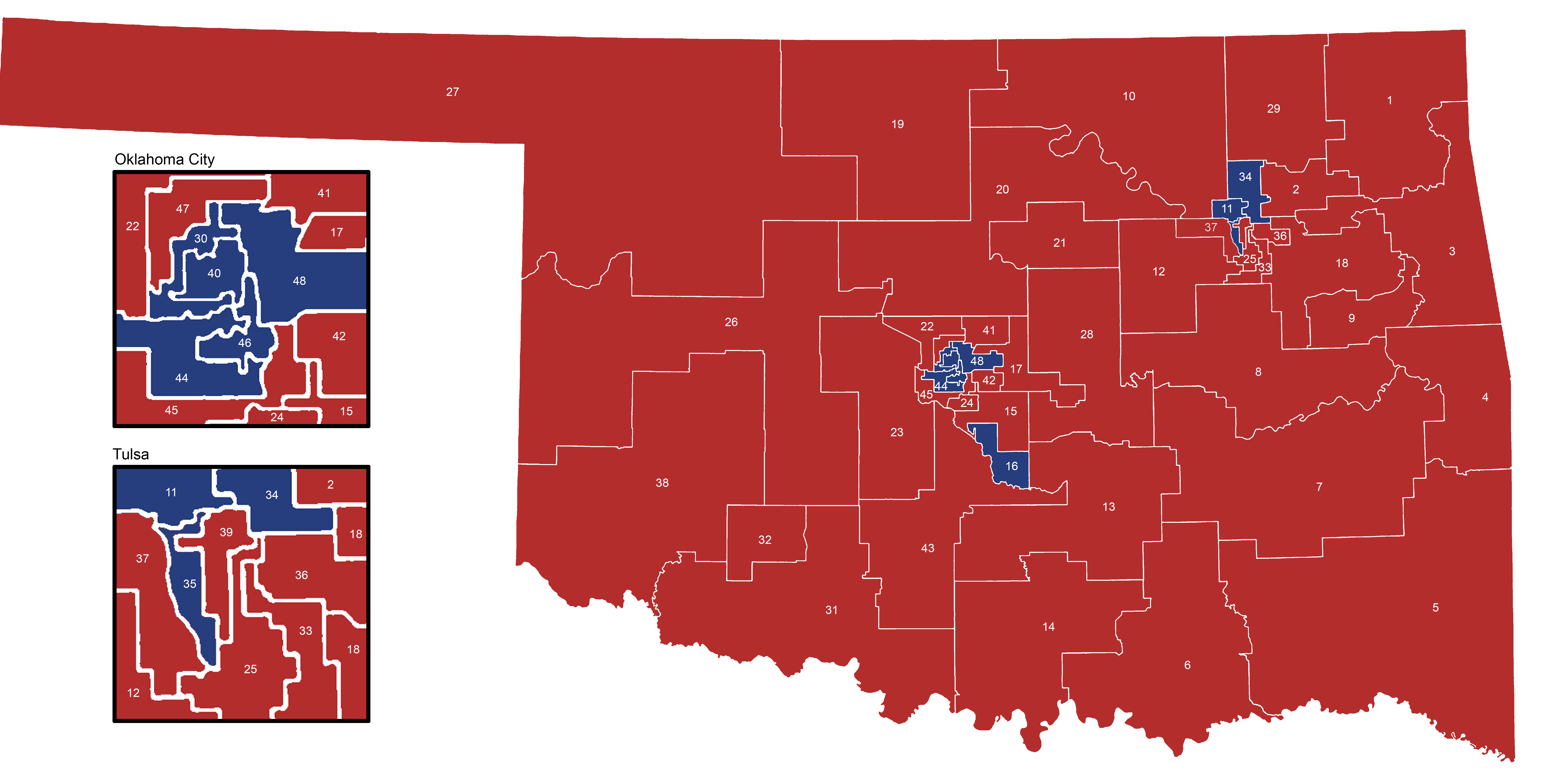
2020年の選挙後の州上院選挙区

| 選挙区 | 氏名                   | 政党 | 居住地        |
| ------ | ---------------------- | ---- | ------------- |
| 副知事 | Matt Pinnell           | Rep  | Oklahoma City |
| 1      | Micheal Bergstrom      | Rep  | Adair         |
| 2      | Ally Seifried          | Rep  | Claremore     |
| 3      | Blake Stephens         | Rep  | Tahlequah     |
| 4      | Tom Woods              | Rep  | Westville     |
| 5      | George Burns           | Rep  | Pollard       |
| 6      | David Bullard          | Rep  | Durant        |
| 7      | Warren Hamilton        | Rep  | McCurtain     |
| 8      | Roger Thompson         | Rep  | Okemah        |
| 9      | Dewayne Pemberton      | Rep  | Muskogee      |
| 10     | Bill Coleman           | Rep  | Ponca City    |
| 11     | Kevin Matthews         | Dem  | Tulsa         |
| 12     | Todd Gollihare         | Rep  | Kellyville    |
| 13     | Greg McCortney         | Rep  | Ada           |
| 14     | Jerry Alvord           | Rep  | Wilson        |
| 15     | Rob Standridge         | Rep  | Norman        |
| 16     | Mary B. Boren          | Dem  | Norman        |
| 17     | Shane Jett             | Rep  | Tecumseh      |
| 18     | Jack Stewart           | Rep  | Yukon         |
| 19     | Roland Pederson        | Rep  | Burlington    |
| 20     | Chuck Hall             | Rep  | Perry         |
| 21     | Tom J. Dugger          | Rep  | Stillwater    |
| 22     | Kristen Thompson       | Rep  | Edmond        |
| 23     | Lonnie Paxton          | Rep  | Tuttle        |
| 24     | Darrell Weaver         | Rep  | Moore         |
| 25     | Joe Newhouse           | Rep  | Broken Arrow  |
| 26     | Darcy Jech             | Rep  | Kingfisher    |
| 27     | Casey Murdock          | Rep  | Felt          |
| 28     | Grant Green            | Rep  | Wellston      |
| 29     | Julie Daniels          | Rep  | Bartlesville  |
| 30     | Julia Kirt             | Dem  | Oklahoma City |
| 31     | Chris Kidd             | Rep  | Waurika       |
| 32     | Dusty Deevers          | Rep  | Elgin         |
| 33     | Nathan Dahm            | Rep  | Tulsa         |
| 34     | Dana Prieto            | Rep  | Tulsa         |
| 35     | Jo Anna Dossett        | Dem  | Tulsa         |
| 36     | John Haste             | Rep  | Broken Arrow  |
| 37     | Cody Rogers            | Rep  | Tulsa         |
| 38     | Brent Howard           | Rep  | Altus         |
| 39     | David Rader            | Rep  | Tulsa         |
| 40     | Carri Hicks            | Dem  | Oklahoma City |
| 41     | Adam Pugh              | Rep  | Edmond        |
| 42     | Brenda Stanley         | Rep  | Midwest City  |
| 43     | Jessica Garvin         | Rep  | Duncan        |
| 44     | Michael Brooks-Jimenez | Dem  | Oklahoma City |
| 45     | Paul Rosino            | Rep  | Oklahoma City |
| 46     | Kay Floyd              | Dem  | Oklahoma City |
| 47     | Greg Treat             | Rep  | Oklahoma City |
| 48     | George E. Young        | Dem  | Oklahoma City |

## 議員

### 任期と議員要件
上院議員に立候補するには、立候補時に25歳以上でなければならない。また、立候補者はそれぞれの郡または選挙区で有権者資格を有し、任期中はそれぞれの郡または選挙区に居住していなければならない。米国または州政府の役員を務めている者は、立法府の議員になる資格はない。さらに、重罪で有罪判決を受けた者は、立法府の議員に立候補することはできない。上院議員が汚職で除名された場合、議員に復帰することはできない。
上院議員は4年任期で、奇数選挙区は大統領選挙の年（4で割り切れる年、例えば2012年、2016年）に、偶数選挙区は知事選挙の年（4で割り切れない偶数年、例えば2010年、2014年）に、それぞれ選挙が行われる。
上院議員の任期は4年で、3期または12年を上限とする。任期制限のある議員は下院議員に立候補できない。上院議員と下院議員の任期は合算され、議員としての在任年数が決定されるためである。
1992年に任期制限が導入された際、遡及適用は行われなかった。そのため、制限導入前に選出された上院議員は、制限導入後に最長3期まで務めることができた。
例えば、州上院の最長在任議員であるジーン・ステイプは1956年に初当選したが、前年に辞職していなかった場合、任期制限により退任するのは2004年の選挙後であった。

### 報酬及び利益
州議会議員の大部分は、年間3万5千ドル（2018年に減額）の報酬を受け取っているが、議長職にある議員はそれ以上の報酬を得ている。さらに、議員は、議会会期中の食事や宿泊費、職務に関連する特定の旅費については、年間を通じていつでも経費の払い戻しを申請できる。
また、議員は州職員が受けられる福利厚生、例えば健康保険や生命保険、退職金積立制度なども利用することができる。

### 役職
副知事はオクラホマ州上院の議長を務めるが、慣例上、同数票となった場合にのみ投票権を持ち、1960年代以降、議長を務める頻度は低くなっている。上院仮議長（President Pro Tempore）は、上院のリーダーとして立法投票を管理し、多数党のトップを務める。上院仮議長は、多数党院内総務と歳出委員会の委員長を任命する。
多数党党員（党員総会幹事、副議長、3人の多数党院内副総務、4人の多数党院内幹事）の選挙で選出された役員とともに、上院多数党の指導部を構成している。少数党の指導部は、少数党の所属政党によって、共和党党首または民主党党首と呼ばれる。少数党の選出された役員（副党首、副幹事、院内総務および院内副総務）とともに、上院少数党指導部を構成する。